# Château d'Autry
Le château d'Autry est situé aux portes de Vierzon dans la commune de Méreau dans le département du Cher. Il regroupe plusieurs bâtiments dont certains sont aujourd'hui inscrits au titre des monuments historiques.

## Historique

### Depuis 1380
L'alliance que Robert II d'Étampes, sieur de Salbris, Valençay et Ardreloup, contracta en 1448 avec une jeune châtelaine du pays de Lury, Marguerite, fille de Jean III Bourles de Beauvilliers, fit entrer dans la maison d'Étampes la terre d'Autry, destinée à y rester près de quatre cents ans.

### Autry, monument historique
Les façade, côtés et toitures du château et à l’intérieur du château : quatre dessus de porte en camaïeu de la salle à manger située au rez-de-chaussée du corps central, représentant les 4 éléments, la chapelle, les 2 bassins situés de part et d’autre de l’allée d’accès au château et marquant la séparation entre la cour d’honneur et l’avant-cour ou cour d’exploitation, ainsi que la grille en fer forgé qui réunit ces 2 bassins, au centre, dans l’avant-cour : façade, côtés et toiture de la laiterie, façade, côtés et toitures des 2 bâtiments d’habitation qui se font face de part et d’autre de l’allée d’accès au château, le pigeonnier en totalité, sont inscrits sur l’Inventaire supplémentaire des Monuments historiques par arrêté du 7 mars 1988.